# Hyperaspis schaefferi
Hyperaspis schaefferi är en skalbaggsart som beskrevs av Gordon 1985. Hyperaspis schaefferi ingår i släktet Hyperaspis och familjen nyckelpigor. Inga underarter finns listade i Catalogue of Life.